# Mario & Wario
Mario & Wario (in Japan: マリオとワリオ Mario to Wario) is een puzzelvideospel voor de Super Famicom, ontwikkeld door Game Freak en uitgegeven door het Japanse bedrijf Nintendo in 1993. Het spel werd exclusief uitgebracht in Japan, ondanks dat de volledige inhoud werd vertaald naar het Engels. Mario & Wario maakt gebruik van de zogenaamde SNES Mouse, een extra optie voor de SNES voor een betere speelbaarheid van het spel.

## De werelden
- Wereld 1: The Fairys' Woods
- Wereld 2: Yoshi's Island
- Wereld 3: Cloud Mountain
- Wereld 4: Vanilla Dome
- Wereld 5: Volcano Cave
- Wereld 6: Cheep-Cheep Ocean
- Wereld 7: Sky Land
- Wereld 8: Dry, Dry Desert
- Wereld 9: Wario's Garden
- Wereld 10: Wario's Castle